# Paul-André Comeau
Pour les articles homonymes, voir Comeau.
Paul-André Comeau (né le 9 mars 1940 à Montréal et mort le 12 avril 2022 à Bruxelles) est un professeur et journaliste québécois.

## Biographie
Paul-André Comeau naît en 1940 à Montréal, au Québec. Il a entamé ses études classiques au Collège Monseigneur-Prince de Granby. De 1957 à 1961, il terminait celles-ci au Séminaire de Saint-Hyacinthe. Il fait ensuite son entrée à l'Université de Montréal, où il obtiendra un Baccalauréat en science politique. Il poursuit ses études de deuxième cycle au même endroit et y obtient sa maîtrise en 1965. Il obtient ensuite un DES de la Fondation nationale des sciences politiques de Paris en 1967.
Il devient ensuite professeur de science politique à l'Université d'Ottawa, poste qu'il occupa de 1967 à 1970. Pendant sa carrière universitaire, ses recherches portent principalement sur l'enseignement français en Ontario et sur la bilinguisation du Collège Algonquin d'Ottawa.
Il entreprend alors sa carrière de journaliste à Bruxelles. D'abord journaliste à la pige entre 1970 et 1976, il devient correspondant pour Radio-Canada auprès de la Communauté économique européenne de 1976 à 1979. Il se dirige ensuite vers Londres où il sera correspondant de 1982 à 1985. Il devient rédacteur en chef du quotidien Le Devoir en 1985, poste qu’il occupe jusqu'en 1990. 
À ce moment, il est nommé président de la Commission d'accès à l'information du Québec par l'Assemblée nationale. Il a présidé cet organisme jusqu'en juillet 2000. 
Puis en 2000, il retourne à l'enseignement et devient professeur invité à l'École nationale d'administration publique (ENAP) du Québec. En plus, il a également été professeur invité aux départements de science politique et d’Information et de communication de l'Université Laval.

## Publications
Il a signé de nombreux articles et chapitres dans des ouvrages et des revues scientifiques, notamment dans L'Action nationale, Langue et société, Cap-aux-Diamants, International Journal of Canadian Studies.
Auteur
- Le Bloc populaire:1942-1948, 1995. 478 p.
- Un été, un enfant, 1990. 174 p.

Coauteur
- avec Jean-Pierre Fournier, Le lobby du Québec à Paris: les précurseurs du général de Gaulle, 2002. 207 p.
- avec Claude Beauregard et Edwidge Munn, Démocratie en veilleuse: rapport sur la censure: récit de l'organisation, des activités et de la démobilisation de la censure pendant la guerre de 1939-45, 1995. 300 p.

## Distinctions
Il a été fait Chevalier de l'ordre national du Mérite par le gouvernement français en 1988
.